# الجلحلة (الجوف)
الجلحله هي إحدى قرى الجمهورية اليمنية. وهي تتبع جغرافيًا لمحافظة الجوف. وإداريًا لمديرية خراب المراشي. يبلغ تعداد سكانها 5074 نسمة حسب الإحصاء الذي أجري عام 2004.